# Eileen Beasley
Eileen Beasley (1921 – 12. srpna 2012) byla velšská učitelka a aktivistka.

## Život
Narodila se v jihovelšské vesnici Henllan Amgoed a studovala na Cardiffské univerzitě. Později začala pracovat jako učitelka. V padesátých letech společně se svým manželem Treforem řídila kampaň občanské neposlušnosti spojenou s velšským jazykem. Důvodem bylo, že městská rada Llanelli vydala sazební list psaný pouze v angličtině. Roku 1951 se provdala za Trefora Beasleyho. Ten zemřel v roce 1994. Zemřela na rakovinu pankreatu ve věku 91 let.